# Challenge Cup 2011-2012 (pallamano maschile)
La EHF Challenge Cup 2011-2012 è la 19ª edizione del torneo, la 12a dopo aver cambiato nome e formula.
La formula del torneo prevedeva una prima fase a gruppi e poi, dai sedicesimi di finale, tutti i turni di qualificazione saranno disputati con incontri di andata e ritorno.

## Turno Preliminare - Msida
|            | Incontri                                   |       |
| ---------- | ------------------------------------------ | ----- |
| 30-09-2011 | Dublin International - Aloysians ProMinent | 19-21 |
| 30-09-2011 | London GD HC - Ruislip Eagles HC           | 30-29 |
| 01-10-2010 | Ruislip Eagles HC - Dublin International   | 30-27 |
| 01-10-2010 | Aloysians ProMinent - London GD HC         | 24-29 |
| 02-10-2010 | Aloysians ProMinent - Ruislip Eagles HC    | 22-27 |
| 02-10-2010 | Dublin International - London GD HC        | 26-31 |

|   | Squadra              | Pt | G | V | N | P | P+ | P- | diff. |
| - | -------------------- | -- | - | - | - | - | -- | -- | ----- |
| Q | London GD HC         | 6  | 3 | 3 | 0 | 0 | 90 | 79 | +11   |
|   | Ruislip Eagles HC    | 4  | 3 | 2 | 0 | 1 | 86 | 79 | +7    |
|   | Aloysians ProMinent  | 2  | 3 | 1 | 0 | 2 | 67 | 75 | -8    |
|   | Dublin International | 0  | 3 | 0 | 0 | 3 | 72 | 82 | -10   |

## Sedicesimi di finale
| Squadra 1           | Squadra 2            | Andata                     | Ritorno                 | Totale      |
| ------------------- | -------------------- | -------------------------- | ----------------------- | ----------- |
| B.B. Ankara Spor    | Maccabi Tel Aviv     | Ankara, 26 nov. 2011       | Tel Aviv, 3 dic. 2011   | 48 - 50     |
| B.B. Ankara Spor    | Maccabi Tel Aviv     | 25 - 18                    | 23 - 32                 | 48 - 50     |
| Aguas Santas        | HC Kriens Luzern     | Águas Santas, 26 nov. 2011 | Lucerna, 3 dic. 2011    | 43 - 46     |
| Aguas Santas        | HC Kriens Luzern     | 29 - 22                    | 14 - 24                 | 43 - 46     |
| C.S.U. Suceava      | Bnei Hertzeliya      | Suceava, 26 nov. 2011      | Suceava, 27 nov. 2011   | 70 - 48     |
| C.S.U. Suceava      | Bnei Hertzeliya      | 38 - 26                    | 32 - 22                 | 70 - 48     |
| Gomel HC            | HC Portovik          | Južne, 3 dic. 2011         | Južne, 4 dic. 2011      | 54 - 69     |
| Gomel HC            | HC Portovik          | 26 - 34                    | 28 - 35                 | 54 - 69     |
| Tinex Prolet Skopje | Wacker Thun          | Thun, 2 dic. 2011          | Thun, 3 dic. 2011       | 29 - 52     |
| Tinex Prolet Skopje | Wacker Thun          | 19 - 27                    | 20 - 25                 | 29 - 52     |
| RK Maribor Brank    | Radnicki Kragujevac  | Maribor, 27 nov. 2011      | Kragujevac, 4 dic. 2011 | 49 - 49 (a) |
| RK Maribor Brank    | Radnicki Kragujevac  | 26 - 22                    | 23 - 27                 | 49 - 49 (a) |
| A.C. Doukas         | London GD HC         | Marousi, 3 dic. 2011       | Marousi, 4 dic. 2011    | 66 - 35     |
| A.C. Doukas         | London GD HC         | 30 - 20                    | 36 - 15                 | 66 - 35     |
| KS Azoty-Puławy     | RK Bjelovar          | Puławy, 26 nov. 2011       | Bjelovar, 3 dic. 2011   | 42 - 43     |
| KS Azoty-Puławy     | RK Bjelovar          | 20 - 19                    | 22 - 24                 | 42 - 43     |
| HC Zubri            | MRK Gorazde          | Zubří, 26 nov. 2011        | Goražde, 3 dic. 2010    | 66 - 57     |
| HC Zubri            | MRK Gorazde          | 40 - 26                    | 26 - 31                 | 66 - 57     |
| H.V. Quintus        | Kolubara             | Kwintsheul, 26 nov. 2011   | Lazarevac, 3 dic. 2011  | 51 - 54     |
| H.V. Quintus        | Kolubara             | 28 - 26                    | 23 - 28                 | 51 - 54     |
| Alytaus             | RK Siscia            | Alytus, 26 nov. 2011       | Sisak, 4 dic. 2011      | 37 - 62     |
| Alytaus             | RK Siscia            | 17 - 33                    | 20 - 29                 | 37 - 62     |
| RK Gradacac         | HC Masheka           | Gradačac, 26 nov. 2011     | Gradačac, 27 nov. 2011  | 66 - 57     |
| RK Gradacac         | HC Masheka           | 32 - 21                    | 34 - 36                 | 66 - 57     |
| Trabzonspor Hentbol | Sporting Lisbona     | Trebisonda, 26 nov. 2011   | Lisbona, 3 dic. 2011    | 47 - 72     |
| Trabzonspor Hentbol | Sporting Lisbona     | 29 - 31                    | 18 - 41                 | 47 - 72     |
| SPR Stal Mielec     | A.C. Diomidis Argous | Mielec, 3 dic. 2011        | Mielec, 4 dic. 2011     | 54 - 57     |
| SPR Stal Mielec     | A.C. Diomidis Argous | 28 - 27                    | 26 - 30                 | 54 - 57     |
| KH Prishtina        | SSV Bozen            | Prishtina, 26 nov. 2011    | Bolzano, 3 dic. 2011    | 47 - 77     |
| KH Prishtina        | SSV Bozen            | 27 - 34                    | 20 - 43                 | 47 - 77     |
| HC Caras-Severin    | HK Spartak Varna     | Reșița, 26 nov. 2011       | Varna, 3 dic. 2011      | 73 - 47     |
| HC Caras-Severin    | HK Spartak Varna     | 42 - 23                    | 31 - 24                 | 73 - 47     |

## Ottavi di finale
| Squadra 1            | Squadra 2        | Andata                      | Ritorno                | Totale      |
| -------------------- | ---------------- | --------------------------- | ---------------------- | ----------- |
| HC Caras-Severin     | SSV Bozen        | Bolzano, 18 feb. 2012       | Bolzano, 19 feb. 2012  | 44 - 49     |
| HC Caras-Severin     | SSV Bozen        | 19 - 27                     | 25 - 22                | 44 - 49     |
| Wacker Thun          | Kolubara         | Thun, 10 feb. 2012          | Thun, 11 feb. 2012     | 68 - 62     |
| Wacker Thun          | Kolubara         | 32 - 32                     | 36 - 30                | 68 - 62     |
| Maccabi Tel Aviv     | A.C. Doukas      | Rishon LeZion, 11 feb. 2012 | Marousi, 18 feb. 2012  | 48 - 46     |
| Maccabi Tel Aviv     | A.C. Doukas      | 27 - 26                     | 21 - 20                | 48 - 46     |
| C.S.U. Suceava       | RK Bjelovar      | Suceava, 11 feb. 2012       | Bjelovar, 18 feb. 2012 | 55 - 47     |
| C.S.U. Suceava       | RK Bjelovar      | 27 - 16                     | 28 - 31                | 55 - 47     |
| A.C. Diomidis Argous | HC Portovik      | Nea Kios, 11 feb. 2012      | Južne, 18 feb. 2012    | 53 - 53 (a) |
| A.C. Diomidis Argous | HC Portovik      | 27 - 24                     | 26 - 29                | 53 - 53 (a) |
| HC Zubri             | Sporting Lisbona | Zubří, 11 feb. 2012         | Lisbona, 18 feb. 2012  | 48 - 48 (a) |
| HC Zubri             | Sporting Lisbona | 26 - 23                     | 22 - 25                | 48 - 48 (a) |
| RK Siscia            | HC Kriens Luzern | Sisak, 11 feb. 2012         | Kriens, 18 feb. 2012   | 47 - 64     |
| RK Siscia            | HC Kriens Luzern | 28 - 30                     | 19 - 34                | 47 - 64     |
| RK Maribor Branik    | RK Gradacac      | Maribor, 11 feb. 2012       | Gradačac, 18 feb. 2012 | 56 - 53     |
| RK Maribor Branik    | RK Gradacac      | 30 - 22                     | 26 - 31                | 56 - 53     |

## Quarti di finale
| Squadra 1         | Squadra 2            | Andata                      | Ritorno                     | Totale   |
| ----------------- | -------------------- | --------------------------- | --------------------------- | -------- |
| Wacker Thun       | SSV Bozen            | Thun, 17 mar. 2012          | Bolzano, 24 mar. 2012       | 64 - 57  |
| Wacker Thun       | SSV Bozen            | 33 - 32                     | 31 - 25                     | 64 - 57  |
| HC Kriens Luzern  | A.C. Diomidis Argous | Kriens, 18 mar. 2012        | Nea Kios, 25 mar. 2012      | 49 - 53  |
| HC Kriens Luzern  | A.C. Diomidis Argous | 28 - 28                     | 21 - 25                     | 49 - 53  |
| C.S.U. Suceava    | Sporting Lisbona     | Suceava, 17 mar. 2012       | Lisbona, 24 mar. 2012       | 48 - '63 |
| C.S.U. Suceava    | Sporting Lisbona     | 24 - 33                     | 24 - 30                     | 48 - '63 |
| RK Maribor Branik | Maccabi Tel Aviv     | Rishon LeZion, 24 mar. 2012 | Rishon LeZion, 25 mar. 2012 | 58 - 59  |
| RK Maribor Branik | Maccabi Tel Aviv     | 29 - 28                     | 29 - 31                     | 58 - 59  |

## Semifinali
| Squadra 1        | Squadra 2            | Andata                      | Ritorno                | Totale  |
| ---------------- | -------------------- | --------------------------- | ---------------------- | ------- |
| Maccabi Tel Aviv | A.C. Diomidis Argous | Rishon LeZion, 21 apr. 2012 | Nea Kios, 29 apr. 2012 | 47 - 50 |
| Maccabi Tel Aviv | A.C. Diomidis Argous | 26 - 29                     | 21 - 21                | 47 - 50 |
| Sporting Lisbona | Wacker Thun          | Lisbona, 21 apr. 2012       | Thun, 28 apr. 2012     | 57 - 57 |
| Sporting Lisbona | Wacker Thun          | 31 - 29                     | 26 - 28                | 57 - 57 |

## Finali
| Squadra 1            | Squadra 2   | Andata                 | Ritorno            | Totale  |
| -------------------- | ----------- | ---------------------- | ------------------ | ------- |
| A.C. Diomidis Argous | Wacker Thun | Loutraki, 20 mag. 2012 | Thun, 28 mag. 2012 | 46 - 45 |
| A.C. Diomidis Argous | Wacker Thun | 26 - 23                | 20 - 22            | 46 - 45 |